# Arthur Wharton
Arthur Wharton, né le 28 octobre 1865 en Côte-de-l'Or (actuel Ghana) et mort le 13 décembre 1930, est un footballeur anglais. 
Il est le premier footballeur noir professionnel de l'histoire.

## Biographie
Fils d'une esclave noire de la Côte-de-l'Or et d'un administrateur Écossais né sur l'île de la Grenade, il passa toute sa jeunesse en Côte-de-l'Or où il appartenait à la bourgeoisie de couleur. Son père Henry l'envoya au collège en Angleterre à dix-sept ans et il ne revint jamais en Côte-de-l'Or.
Arthur, que son père voyait prêcheur, commence à gagner sa vie en participant à des courses à handicap, où des ouvriers et des gentleman misent sur leurs favoris. Il bat en 10 s le record du monde du 100 yards (performance enregistré par l'AAA, qui tiendra 24 ans). Il joue pendant quelques saisons au cricket avant de découvrir la nouvelle passion de l'Angleterre, le football.
En 1885, la FA autorise le professionnalisme, Arthur rejoint le Preston North End Football Club surnommé alors « The Invincibles » qui est la première équipe de football structurée, mais uniquement pour les matchs de la FA Cup. En 1888 est créé le Championnat d'Angleterre de football, Arthur Wharton profite des usages pour jouer dans deux, trois équipes différentes, disputant pour chacune d'entre elles une épreuve différente. Malgré ces performances les dirigeants Anglais l'ignoreront et il ne portera jamais le maillot de l'équipe nationale.
Arthur quittera Preston en 1888, il essayera plus tard de déloger le gardien de but titulaire de Sheffield United Football Club mais ne disputera qu'un seul match du championnat anglais contre Sunderland AFC. Confiné en équipe réserve il quitte Sheffield pour jouer en Ligue régionale. Il ne gagne plus sa vie avec sa passion et dut prendre sa retraite sportive à 36 ans. Après que sa candidature pour s'engager dans l'administration coloniale fut rejetée, il fut obligé pour vivre de descendre dans la mine.
Il décède le 13 décembre 1930 à l'âge de 65 ans. Il fut mis en terre dans l'anonymat au cimetière des mineurs d'Edlington. Ce n'est qu'en 1996 que sa petite-fille après des mois de recherche le sortit du néant. L'histoire d'Arthur Wharton est maintenant exposée dans un musée et une stèle lui rend hommage dans le cimetière où il fut enterré.

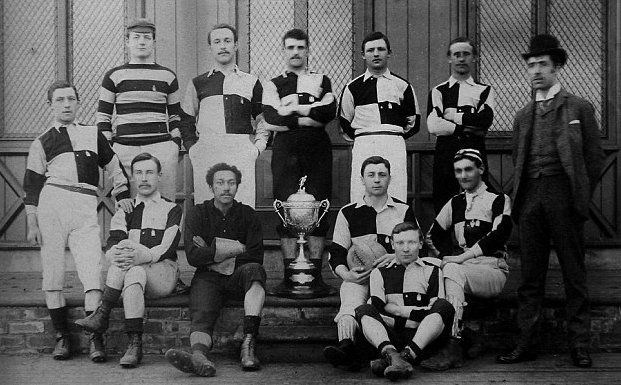
Équipe de Darlington vainqueur de la Cleveland Challenge Cup 1887. Wharton est assis au centre la photo à gauche du trophée.